# Concert per a trompa núm. 4 (Mozart)
El Concert per a trompa núm. 4 en mi bemoll major, K. 495, és una composició de Wolfgang Amadeus Mozart completada l'any 1786. El manuscrit, escrit en tinta vermella, verd, blau i negre, fou considerat un intent jocós dirigit al destinatari de la composició, el trompa i amic de Mozart Joseph Leutgeb. No obstant, recentment s'ha suggerit que la partitura multicolor podia ser també una mena de "codi de colors".
Consta de tres moviments:
1. Allegro moderato
2. Romanze (Andante)
3. Rondó (Allegro vivace), en compàs 6/8.

L'últim moviment és un exemple "bastant obvi" del tòpic musical sobre la caça, "en què la construcció dels intervals, caracteritzada per prominents tríades de tònica i dominant en la melodia principal, era una mica dictada per la capacitat del trompa, i així estava més estretament relacionat amb les característiques típiques del chassé, com un toc inicial de caça.
La gran absència de semicorxeres en el darrer moviment és també un incentiu contra els tempi relativament ràpids, i és el motiu pel qual els moviments finals dels concerts per a trompa K. 386b, K. 417 i K. 447 són interpretats gairebé sempre més ràpids que 88/264. El moviment final del K. 417 acaba amb una coda marcada com a Più allegro, i l'últim moviment de quart concert per a trompa (KV 495), encara que molt similar en estil als altres tres, està marcat com a Allegro vivace.
Aquest concert és un dels dos concerts per a trompa de Mozart en els que hi ha trompes de ripieno (trompes incloses en l'orquestra a part dels solistes), encara que al contrari que en el K. 417, la trompa solista dobla en aquest concert la primera part de ripieno de les trompes en els passatges dels tutti.